# Agapetus degrangei
Agapetus degrangei är en nattsländeart som först beskrevs av Vaillant 1967.  Agapetus degrangei ingår i släktet Agapetus och familjen stenhusnattsländor. Inga underarter finns listade i Catalogue of Life.